# مشكلة الانتصاب المرتبطة بالواقي الذكري
مشكلة الانتصاب المرتبطة بالواقي الذكري اختصارًا CAEP، هي ضعف الانتصاب بسبب الواقي الذكري. يمكن أن تحدث هذه المشكلة عند الرجال الأصحاء والشباب الذين لا يعانون من خلل في الانتصاب، على الرغم من أنَّ الرجال الذين يعانون من هذه المشكلة لديهم احتمالات أكبر للإصابة بضعف الانتصاب الطفيف إلى المتوسط. تؤثر هذه المشكلة على تقليل استخدام الواقيات من قبل كل من الذكور والإناث. تتمثل إحدى الطرق الممكنة لتقليل المشكلة عبر تشجيع الرجال الذين لديهم هذه المشكلة على تجربة مجموعة متنوعة من الأحجام والأشكال والقوام للواقي الذكري للعثور على أكثرها راحة.